# Brione (Lombardia)
Brione – miejscowość i gmina we Włoszech, w regionie Lombardia, w prowincji Brescia.
Według danych na rok 2004 gminę zamieszkiwało 146 osób, 16,2 os./km².